# Ronald Chetwynd-Hayes
Ronald Henry Glynn Chetwynd-Hayes (als Autor meist R. Chetwynd-Hayes; geboren am 20. Mai 1919 in Isleworth, Middlesex; gestorben am 20. März 2001 in Teddington, London) war ein britischer Schriftsteller, hauptsächlich bekannt als Verfasser von Geistergeschichten und Horrorerzählungen und als Herausgeber von Anthologien.

## Leben
Er war der Sohn von Henry Chetwynd-Hayes, einem Master Sergeant und Geschäftsführer eines Kinos, und May Rose, geborene Cooper. Nach dem Besuch der Schule in Hanworth und dem Militärdienst während des Zweiten Weltkriegs arbeitete er bis 1973 als Angestellter in einem Londoner Einrichtungshaus.
Sein erster Roman The Man from the Bomb erschien 1959. Es ist eine Science-Fiction-Geschichte, die von einem Mann handelt, der im Zentrum einer Atombombenexplosion überlebt. Durch die Strahlung mutieren seine Gehirnzellen und er erlangt dadurch nahezu göttliche Fähigkeiten.
In größerem Umfang zu veröffentlichen begann Chetwynd-Hayes aber erst ab Mitte der 1960er Jahre, wobei er sich der Horrorliteratur zuwandte und nur noch gelegentlich Abstecher in den Grenzbereich von Horror und SF unternahm, so in seiner Anthologie Tales of Terror From Outer Space (1975) oder in der Erzählung Neighbours (1973, deutsch als Die lieben Nachbarn in der Sammlung Leichenschmaus).
Zwei seiner insgesamt zwölf Romane gehören in die Serie um das Spukhaus Clavering Grange.
Chetwynd-Hayes’ eigentliches Metier aber war die Kurzgeschichte. Bis 1998 schrieb er über 80 Kurzgeschichten, die in 23 Sammlungen erschien. Außerdem war er Herausgeber von 26 Anthologien, die auch Stories von ihm enthielten.
1989 wurde er für sein Lebenswerk mit dem Bram Stoker Award ausgezeichnet, im gleichen Jahr erhielt er eine besondere Auszeichnung bei den British Fantasy Awards.
Seine Geschichtensammlung The Monster Club war Vorlage für einen Film von Roy Ward Baker von 1981 mit Vincent Price.
Eine weitere Verfilmung mehrerer Erzählungen Chetwynd-Hayes’ war From Beyond the Grave von Kevin Connor von 1974 mit Peter Cushing.
Während der 1930er Jahre hatte er mehrfach als Komparse beim Film gearbeitet.
2001 starb er infolge einer Lungenentzündung im Alter von 81 Jahren in einem Londoner Pflegeheim.

## Auszeichnungen
- 1989 Bram Stoker Award für das Lebenswerk
- 1989 British Fantasy Award in der Kategorie „Special Award“

## Bibliografie
Clavering-Grange-Serie
- Tales of Darkness (Erzählungen, 1981)
- Tales from the Other Side (Erzählungen, 1983)
- The King's Ghost (Roman, 1985, auch als The Grange)
- Tales from the Hidden World (Erzählungen, 1988)
- The Haunted Grange (Roman, 1988)

Romane
- The Man from the Bomb (1959)
  - Deutsch: Der ewige Kreis. Übersetzt von Walter Ernsting. Widukind-Verlag, Balve i.W. 1961, DNB 770238920.
- The Dark Man (1964; auch: And Love Survived, 1990)
- The Monster Club (1975)
  - Deutsch: Der Monster-Club : Horror-Roman. (fälschlich als Robert Chetwynd-Hayes). Übersetzt von Gisela Tinnefeld. Bastei-Verlag Lübbe (Bastei Lübbe #70013), Bergisch Gladbach 1979, ISBN 3-404-01272-0.
- Dominique (1978)
- The Brats: A Novel of the Future (1979)
- The Partaker (1980)
- The Awakening (1980)
- The Other Side (1983)
- The Curse of the Snake God (1989)
- Kepple (1992)
- The Psychic Detective (1993)

Kurzgeschichtensammlungen
- Hell Is What You Make It (1971)
- The Unbidden (1971)
  - Deutsch: Teufelskrallen : 10 Stories. Übersetzt von Thomas Schlück. Pabel (Vampir Taschenbuch #14), 1974, DNB 750036524.
- Cold Terror (1973)
  - Deutsch: Leichenschmaus : Acht Stories. Übersetzt von Thomas Schlück. Pabel (Vampir-Taschenbuch #20), Rastatt (Baden) 1975, DNB 750261560.
- Terror by Night (1974)
- The Elemental (1974)
  - Deutsch: Das Labyrinth des Schreckens. Übersetzt von Jürgen Saupe. Pabel Vampir-TB #54, 1977.
- The Elemental and Other Stories (1974)
  - Deutsch: Das Labyrinth des Schreckens. Übersetzt von Jürgen Saupe. Pabel (Vampir Taschenbuch #54), 1977.
- The Fantastic World of Kamtellar (1975)
- The Monster Club (1975)
- The Night Ghouls and Other Grisly Tales (1975)
  - Deutsch: Horror-Zeit : Gruselstories. R. Chetwynd-Hayes. Übersetzt von Jürgen Saupe. Pabel (Vampir-Taschenbuch #50), Rastatt/Baden 1977, DNB 770343155.
- Tales of Fear and Fantasy (1977)
  - Deutsch: 6 x panische Nächte. Übersetzt von Eva Malsch. Pabel Vampir-TB #57, 1978.
- The Cradle Demon and Other Stories of Fantasy and Terror (1978)
  - Deutsch: Der Dämon in der Wiege : 9 Horrorstories für Gruselfans. Übersetzt von Joachim Honnef. Pabel (Vampir-Taschenbuch #80), Rastatt/Baden 1980, DNB 801042232.
- Tales of Darkness (1981)
- Tales from Beyond (1982)
- Tales from the Other Side (1983; auch: The Other Side, 1988)
- Tales from the Dark Lands (1984)
- A Quiver of Ghosts (1984)
- Ghosts from the Mists of Time (1985)
- Tales from the Shadows (1986)
- Tales from the Haunted House (1986)
- Dracula’s Children (1986)
- The House of Dracula (1987)
- Shudders and Shivers (1988)
- Shocks (1997)
- The Vampire Stories of R. Chetwynd-Hayes (1997; auch: Looking for Something to Suck and Other Vampire Stories, 1998; auch: Looking for Something to Suck: The Vampire Stories of R. Chetwynd-Hayes, 2014)
- Phantoms and Fiends (2000)
- Frights and Fancies (2002)

Kurzgeschichten
1966:
- The Thing (1966, in: Herbert van Thal (Hrsg.): The Seventh Pan Book of Horror Stories)

1968:
- Housebound (1968, in: Christine Bernard (Hrsg.): The Third Fontana Book of Great Horror Stories)

1969:
- Looking for Something to Suck (1969, in: Christine Bernard (Hrsg.): The 4th Fontana Book of Great Horror Stories)

1970:
- The Bodmin Terror (1970, in: Ronald Chetwynd-Hayes: Cornish Tales of Terror)
- Brownie (1970, in: Mary Danby (Hrsg.): The Third Armada Ghost Book)
- The Monster (1970, in: Mary Danby (Hrsg.): The 5th Fontana Book of Great Horror Stories)

1971:
- Come to Me My Flower (1971, in: Ronald Chetwynd-Hayes: The Unbidden)
- Crowning Glory (1971, in: Ronald Chetwynd-Hayes: The Unbidden)
  - Deutsch: Die Perücke. Übersetzt von Thomas Schlück. In: Ronald Chetwynd-Hayes: Teufelskrallen. 1974.
- The Death of Me (1971, in: Ronald Chetwynd-Hayes: The Unbidden)
  - Deutsch: Das war mein Tod. Übersetzt von Thomas Schlück. In: Ronald Chetwynd-Hayes: Teufelskrallen. 1974.
- The Devilet (1971, in: Ronald Chetwynd-Hayes: The Unbidden)
  - Deutsch: Das Teufelchen. Übersetzt von Thomas Schlück. In: Ronald Chetwynd-Hayes: Teufelskrallen. 1974.
- Don’t Go Up Them Stairs (1971, in: Ronald Chetwynd-Hayes: The Unbidden)
  - Deutsch: Geh ja nicht auf den Boden. Übersetzt von Thomas Schlück. In: Ronald Chetwynd-Hayes: Teufelskrallen. 1974.
- A Family Welcome (1971, in: Ronald Chetwynd-Hayes: The Unbidden)
- The Gatecrasher (1971, in: Ronald Chetwynd-Hayes: The Unbidden)
  - Deutsch: Der ungebetene Gast. Übersetzt von Thomas Schlück. In: Ronald Chetwynd-Hayes: Teufelskrallen. 1974.
- The Head of the Firm (1971, in: Ronald Chetwynd-Hayes: The Unbidden)
  - Deutsch: Der Kopf der Firma. Übersetzt von Thomas Schlück. In: Ronald Chetwynd-Hayes: Teufelskrallen. 1974.
- The House (1971, in: Ronald Chetwynd-Hayes: The Unbidden)
- No One Lived There (1971, in: Ronald Chetwynd-Hayes: The Unbidden)
  - Deutsch: Das leere Haus. Übersetzt von Thomas Schlück. In: Ronald Chetwynd-Hayes: Teufelskrallen. 1974.
- A Penny for a Pound (1971, in: Ronald Chetwynd-Hayes: The Unbidden)
  - Deutsch: Der Tausch. Übersetzt von Thomas Schlück. In: Ronald Chetwynd-Hayes: Teufelskrallen. 1974.
- The Playmate (1971, in: Ronald Chetwynd-Hayes: The Unbidden)
- Pussy Cat – Pussy Cat (1971, in: Ronald Chetwynd-Hayes: The Unbidden)
- Tomorrow is Judgement Day (1971, in: Ronald Chetwynd-Hayes: The Unbidden)
- The Treasure Hunt (1971, in: Ronald Chetwynd-Hayes: The Unbidden)
  - Deutsch: Die Schatzsuche. Übersetzt von Thomas Schlück. In: Ronald Chetwynd-Hayes: Teufelskrallen. 1974.
- Why Don’t You Wash? Said the Girl with £100,000 and no Relatives (1971, in: Ronald Chetwynd-Hayes: The Unbidden)
  - Deutsch: Das Mädchen mit den hunderttausend Pfund. Übersetzt von Thomas Schlück. In: Ronald Chetwynd-Hayes: Teufelskrallen. 1974.

1972:
- Shona and the Water Horse (1972, in: Ronald Chetwynd-Hayes (als Angus Campbell, Hrsg.): Scottish Tales of Terror)

1973:
- An Act of Kindness (1973, in: Ronald Chetwynd-Hayes: Cold Terror)
- Birds of a Feather (1973, in: Ronald Chetwynd-Hayes: Cold Terror)
- Coming Home (1973, in: Ronald Chetwynd-Hayes: Cold Terror)
  - Deutsch: Heimkehr. Übersetzt von Thomas Schlück. In: Ronald Chetwynd-Hayes: Leichenschmaus. 1975.
- The Day That Father Brought Something Home (1973, in: Ronald Chetwynd-Hayes: Cold Terror)
- The Door (1973, in: Ronald Chetwynd-Hayes: Cold Terror)
  - Deutsch: Die blutende Tür. Übersetzt von Thomas Schlück. In: Ronald Chetwynd-Hayes: Leichenschmaus. 1975.
- The Fourth Side of the Triangle (1973, in: Ronald Chetwynd-Hayes: Cold Terror)
- The Ghostly Earl (1973, in: Barbara Ireson (Hrsg.): Haunting Tales)
- Great-Grandad Walks Again (1973, in: Ronald Chetwynd-Hayes: Cold Terror)
  - Deutsch: Der konservierte Urgroßvater. Übersetzt von Thomas Schlück. In: Ronald Chetwynd-Hayes: Leichenschmaus. 1975.
- In Media Res (1973, in: Ronald Chetwynd-Hayes: Cold Terror)
  - Deutsch: Das alte Baby. Übersetzt von Thomas Schlück. In: Ronald Chetwynd-Hayes: Leichenschmaus. 1975.
- It Came to Dinner (1973, in: Herbert van Thal (Hrsg.): The 14th Pan Book of Horror Stories)
- The Liberated Tiger (1973, in: Ronald Chetwynd-Hayes: The Ninth Fontana Book of Great Ghost Stories)
- Lord Dunwilliam and the Cwn Annwn (1973, in: Ronald Chetwynd-Hayes: Welsh Tales of Terror)
- A Matter of Life and Death (1973, in: Ronald Chetwynd-Hayes: Cold Terror)
  - Deutsch: Ein Freundschaftsdienst. Übersetzt von Thomas Schlück. In: Ronald Chetwynd-Hayes: Leichenschmaus. 1975.
- Neighbours (1973, in: Ronald Chetwynd-Hayes: Cold Terror)
  - Deutsch: Die lieben Nachbarn. Übersetzt von Thomas Schlück. In: Ronald Chetwynd-Hayes: Leichenschmaus. 1975.
- Never Take Drinks from a Strange Woman (1973, in: Ronald Chetwynd-Hayes: Cold Terror)
  - Deutsch: Trinke nie mit fremden Frauen. Übersetzt von Thomas Schlück. In: Ronald Chetwynd-Hayes: Leichenschmaus. 1975.
- The Ninth Removal (1973, in: Ronald Chetwynd-Hayes: Cold Terror)
  - Deutsch: Die neunte Beseitigung. Übersetzt von Thomas Schlück. In: Ronald Chetwynd-Hayes: Leichenschmaus. 1975.
- The Shadow (1973, in: Ronald Chetwynd-Hayes: Cold Terror)
- Who Is Mr. Smith? (1973, in: Ronald Chetwynd-Hayes: Cold Terror)

1974:
- The Colored Transmission (1974, in: Ronald Chetwynd-Hayes: Terror by Night; auch: The Coloured Transmission)
- The Echo (1974, in: Ronald Chetwynd-Hayes: Terror by Night)
- Lileas and the Water-Horse (1974, in: Ronald Chetwynd-Hayes: Terror by Night)
- The Throwback (1974, in: Ronald Chetwynd-Hayes: Terror by Night)
- Under the Skin (1974, in: Ronald Chetwynd-Hayes: Terror by Night)
- Where Yesterday: A Modern Fairy Story (1974, in: Ronald Chetwynd-Hayes: Terror by Night; auch: Where Yesterday?, 1992)
- Birth (1974, in: Ronald Chetwynd-Hayes: The Elemental and Other Stories)
  - Deutsch: Geburt. Übersetzt von Jürgen Saupe. In: Ronald Chetwynd-Hayes: Das Labyrinth des Schreckens. 1977.
- The Catomado (1974, in: Mary Danby (Hrsg.): Frighteners)
- The Elemental (1974, in: Ronald Chetwynd-Hayes: The Elemental and Other Stories)
  - Deutsch: Der Elementargeist. Übersetzt von Jürgen Saupe. In: Ronald Chetwynd-Hayes: Das Labyrinth des Schreckens. 1977.
- The Jumpity-Jim (1974, in: Ronald Chetwynd-Hayes: The Elemental and Other Stories)
  - Deutsch: Der Aufhüpfer. Übersetzt von Jürgen Saupe. In: Ronald Chetwynd-Hayes: Das Labyrinth des Schreckens. 1977.
- The Labyrinth (1974, in: Ronald Chetwynd-Hayes: The Elemental and Other Stories)
  - Deutsch: Das Labyrinth. Übersetzt von Jürgen Saupe. In: Ronald Chetwynd-Hayes: Das Labyrinth des Schreckens. 1977.
- Non-Paying Passengers (1974, in: Ronald Chetwynd-Hayes: The Tenth Fontana Book of Great Ghost Stories)
- Someone Is Dead (1974, in: Ronald Chetwynd-Hayes: The Elemental and Other Stories)
- A Time to Plant – a Time to Reap (1974, in: Ronald Chetwynd-Hayes: The Elemental and Other Stories)
  - Deutsch: Wie man sät, so erntet man. Übersetzt von Jürgen Saupe. In: Ronald Chetwynd-Hayes: Das Labyrinth des Schreckens. 1977.
- The Wanderer (1974, in: Ronald Chetwynd-Hayes: The Elemental and Other Stories)
  - Deutsch: Die rastlose Seele. Übersetzt von Eva Malsch. In: Ronald Chetwynd-Hayes: 6 × panische Nächte. 1978.

1975:
- Markland the Hunter (1975, in: J. J. Strating (Hrsg.): Sea Tales of Terror)
- Big-Feet (1975, in: Ronald Chetwynd-Hayes: The First Armada Monster Book)
- Building Site Manuscript (1975, in: Ronald Chetwynd-Hayes: The Night Ghouls and Other Grisly Tales)
  - Deutsch: Berichte aus einer anderen Zeit. Übersetzt von Eva Malsch. In: Ronald Chetwynd-Hayes: 6 × panische Nächte. 1978.
- Christmas Eve (1975, in: Ronald Chetwynd-Hayes: The Night Ghouls and Other Grisly Tales)
  - Deutsch: Heiliger Abend. Übersetzt von Jürgen Saupe. In: Ronald Chetwynd-Hayes: Horror-Zeit. 1977.
- Danger in Numbers (1975, in: Ronald Chetwynd-Hayes: The Night Ghouls and Other Grisly Tales)
- The Ghost Who Limped (1975, in: Ronald Chetwynd-Hayes: The Night Ghouls and Other Grisly Tales; auch: The Limping Ghost, 1990)
  - Deutsch: Mr. Hinkebein. Übersetzt von Eva Malsch. In: Ronald Chetwynd-Hayes: 6 × panische Nächte. 1978.
- The Ghouls (1975, in: Ronald Chetwynd-Hayes: The Night Ghouls and Other Grisly Tales)
  - Deutsch: Die Ghule. Übersetzt von Jürgen Saupe. In: Ronald Chetwynd-Hayes: Horror-Zeit. 1977.
- The Holstein Horror (1975, in: Ronald Chetwynd-Hayes: The Night Ghouls and Other Grisly Tales)
  - Deutsch: Der Holstein-Horror. Übersetzt von Jürgen Saupe. In: Ronald Chetwynd-Hayes: Horror-Zeit. 1977.
- The Man Who Stayed Behind (1975, in: Ronald Chetwynd-Hayes: The Night Ghouls and Other Grisly Tales)
  - Deutsch: Der Mann, der nicht ins Jenseits wollte. Übersetzt von Eva Malsch. In: Ronald Chetwynd-Hayes: 6 × panische Nächte. 1978.
- Matthew and Luke (1975, in: Ronald Chetwynd-Hayes: The Eleventh Fontana Book of Great Ghost Stories)
- No Need for Words (1975, in: Ronald Chetwynd-Hayes: The Night Ghouls and Other Grisly Tales)
- The Sad Vampire (1975, in: Ronald Chetwynd-Hayes: The First Armada Monster Book)
- Shipwreck (1975, in: Ronald Chetwynd-Hayes: Tales of Terror from Outer Space)
- Something Comes In From The Garden (1975, in: Ronald Chetwynd-Hayes: The Night Ghouls and Other Grisly Tales)
  - Deutsch: Etwas kommt vom Garten rein. Übersetzt von Jürgen Saupe. In: Ronald Chetwynd-Hayes: Horror-Zeit. 1977.
- The Wailing Waif of Battersea (1975, in: Ronald Chetwynd-Hayes: The Night Ghouls and Other Grisly Tales)
  - Deutsch: Die winselnde Waise von Battersea. Übersetzt von Jürgen Saupe. In: Ronald Chetwynd-Hayes: Horror-Zeit. 1977.

1976:
- The Fly-by-Night (1976, in: Ronald Chetwynd-Hayes: The Monster Club)
  - Deutsch: Nachtflieger. Übersetzt von Leni Sobez. In: Michel Parry (Hrsg.): Zehn Teufelsküsse. Pabel (Vampir Taschenbuch #68), 1978.
- The Humgoo (1976, in: Ronald Chetwynd-Hayes: The Monster Club)
- The Mock (1976, in: Ronald Chetwynd-Hayes: The Monster Club)
- The Shadmock (1976, in: Ronald Chetwynd-Hayes: The Monster Club)
- The Werewolf and the Vampire (1976, in: Ronald Chetwynd-Hayes: The Monster Club)
- Cold Fingers (1976, in: Ronald Chetwynd-Hayes: The Twelfth Fontana Book of Great Ghost Stories)
- Calvunder (1976, in: The Twelfth Ghost Book)
- Homemade Monster (1976, in: Ronald Chetwynd-Hayes: The Second Armada Monster Book)
- Keep the Gaslight Burning (1976, in: Ronald Chetwynd-Hayes: Gaslight Tales of Terror)

1977:
- The Changeling (1977, in: Ronald Chetwynd-Hayes: Tales of Fear and Fantasy)
- The Cost Of Dying (1977, in: Ronald Chetwynd-Hayes: Tales of Fear and Fantasy)
- The Day of the Underdog (1977, in: Ronald Chetwynd-Hayes: Tales of Fear and Fantasy)
- The Headless Footman Of Hadleigh (1977, in: Ronald Chetwynd-Hayes: Tales of Fear and Fantasy)
- Manderville (1977, in: Ronald Chetwynd-Hayes: Tales of Fear and Fantasy)
  - Deutsch: Ein Ort namens Manderville. Übersetzt von Eva Malsch. In: Ronald Chetwynd-Hayes: 6 × panische Nächte. 1978.
- The Resurrectionist (1977, in: Ronald Chetwynd-Hayes: Tales of Fear and Fantasy)
  - Deutsch: Salomes Tochter. Übersetzt von Eva Malsch. In: Ronald Chetwynd-Hayes: 6 × panische Nächte. 1978.
- The Sale Of The Century (1977, in: Ronald Chetwynd-Hayes: Tales of Fear and Fantasy)
- The Harpy (1977, in: Ronald Chetwynd-Hayes: The Third Armada Monster Book)
- My Dear Wife (1977, in: Ronald Chetwynd-Hayes: The Thirteenth Fontana Book of Great Ghost Stories)
- A Sin of Omission (1977, in: Mary Danby (Hrsg.): The 10th Fontana Book of Great Horror Stories)

1978:
- The Brats (1978, in: Ronald Chetwynd-Hayes: The Cradle Demon and Other Stories of Fantasy and Terror)
  - Deutsch: Die Gören. Übersetzt von Joachim Honnef. In: Ronald Chetwynd-Hayes: Der Dämon in der Wiege. 1980.
- The Chair (1978, in: Ronald Chetwynd-Hayes: The Cradle Demon and Other Stories of Fantasy and Terror)
  - Deutsch: Der Stuhl. Übersetzt von Joachim Honnef. In: Ronald Chetwynd-Hayes: Der Dämon in der Wiege. 1980.
- A Chill to the Sunlight (1978, in: Rick Ferreira (Hrsg.): A Chill to the Sunlight: Tropical Stories of the Macabre)
- The Cradle Demon (1978, in: Ronald Chetwynd-Hayes: The Cradle Demon and Other Stories of Fantasy and Terror)
  - Deutsch: Der Dämon in der Wiege. Übersetzt von Joachim Honnef. In: Ronald Chetwynd-Hayes: Der Dämon in der Wiege. 1980.
- The Creator (1978, in: Ronald Chetwynd-Hayes: The Cradle Demon and Other Stories of Fantasy and Terror)
  - Deutsch: Der Schöpfer. Übersetzt von Joachim Honnef. In: Ronald Chetwynd-Hayes: Der Dämon in der Wiege. 1980.
- The Hoppity-Jump (1978, in: Ronald Chetwynd-Hayes: The Fourth Armada Monster Book)
- Mildred and Edwina (1978, in: Ronald Chetwynd-Hayes: The Cradle Demon and Other Stories of Fantasy and Terror)
  - Deutsch: Mildred und Edwina. Übersetzt von Joachim Honnef. In: Ronald Chetwynd-Hayes: Der Dämon in der Wiege. 1980.
- My Mother Married a Vampire (1978, in: Ronald Chetwynd-Hayes: The Cradle Demon and Other Stories of Fantasy and Terror)
  - Deutsch: Meine Mutter heiratete einen Vampir. Übersetzt von Joachim Honnef. In: Ronald Chetwynd-Hayes: Der Dämon in der Wiege. 1980.
- My Very Best Friend (1978, in: Ronald Chetwynd-Hayes: The Cradle Demon and Other Stories of Fantasy and Terror)
- The Pimpkins (1978, in: Ronald Chetwynd-Hayes: The Cradle Demon and Other Stories of Fantasy and Terror)
  - Deutsch: Die Pünktchen. Übersetzt von Joachim Honnef. In: Ronald Chetwynd-Hayes: Der Dämon in der Wiege. 1980.
- Reflections (1978, in: Ronald Chetwynd-Hayes: The Cradle Demon and Other Stories of Fantasy and Terror)
- The Sad Ghost (1978, in: Ronald Chetwynd-Hayes: The Fourteenth Fontana Book of Great Ghost Stories)
- The Sloathes (1978, in: Ronald Chetwynd-Hayes: The Cradle Demon and Other Stories of Fantasy and Terror)
- Tomorrow at Nine (1978, in: Ronald Chetwynd-Hayes: The Cradle Demon and Other Stories of Fantasy and Terror)
- A Walk in the Country (1978, in: Ronald Chetwynd-Hayes: The Cradle Demon and Other Stories of Fantasy and Terror)
  - Deutsch: Spaziergang aufs Land. Übersetzt von Joachim Honnef. In: Ronald Chetwynd-Hayes: Der Dämon in der Wiege. 1980.
- The Werewolf (1978, in: Ronald Chetwynd-Hayes: The Fourth Armada Monster Book)
- Why? (1978, in: Ronald Chetwynd-Hayes: The Cradle Demon and Other Stories of Fantasy and Terror)
  - Deutsch: Warum? Übersetzt von Joachim Honnef. In: Ronald Chetwynd-Hayes: Der Dämon in der Wiege. 1980.

1979:
- The Hanging Tree (1979, in: Ronald Chetwynd-Hayes: The Fifteenth Fontana Book of Great Ghost Stories)
- The Tele-Mon (1979, in: Ronald Chetwynd-Hayes: The Fifth Armada Monster Book)
- A Vindictive Woman (1979, in: Mary Danby (Hrsg.): 65 Great Tales of the Supernatural)
- The Wind-Billie (1979, in: Ronald Chetwynd-Hayes: The Fifth Armada Monster Book)

1980:
- She Walks on Dry Land (1980, in: Peter C. Smith (Hrsg.): Haunted Shores: Thirteen Stories of the Supernatural)
- Amelia (1980, in: Ronald Chetwynd-Hayes: The Fantastic World of Kamtellar)
- The Gibbering Ghoul of Gomershal (1980, in: Ronald Chetwynd-Hayes: The Fantastic World of Kamtellar)
- Kamtellar (1980, in: Ronald Chetwynd-Hayes: The Fantastic World of Kamtellar)
- The Buck (1980)
- The Cat Room (1980, in: Mary Danby (Hrsg.): The Twelfth Armada Ghost Book)

1981:
- Darkness (1981, in: Ronald Chetwynd-Hayes: Tales of Darkness)
- The Gale-Wuggle (1981, in: Ronald Chetwynd-Hayes: The Sixth Armada Monster Book)
- The Haunted Man (1981, in: Ronald Chetwynd-Hayes: Tales of Darkness)
- The Mudadora (1981, in: Ronald Chetwynd-Hayes: The Sixth Armada Monster Book)
- Outside Interference (1981, in: Ronald Chetwynd-Hayes: Tales of Darkness)
- Tomorrow’s Ghost (1981, in: Ronald Chetwynd-Hayes: Tales of Darkness)
- Which One? (1981, in: Ronald Chetwynd-Hayes: The Seventeenth Fontana Book of Great Ghost Stories)

1982:
- A Living Legend (1982, in: Ronald Chetwynd-Hayes: Tales from Beyond)
- Dead Ghost (1982, in: Aidan Chambers (Hrsg.): Ghost After Ghost)
- Growth (1982, in: Mary Danby (Hrsg.): The 15th Fontana Book of Great Horror Stories)
- The Third Eye (1982, in: Mary Danby (Hrsg.): The Fourteenth Armada Ghost Book)

1984:
- Body and Soul (1984, in: Ronald Chetwynd-Hayes: A Quiver of Ghosts)

1985:
- Doppelgänger (1985, in: Ronald Chetwynd-Hayes: Ghosts from the Mists of Time)
- Prometheus Chained (1985, in: Ronald Chetwynd-Hayes: Ghosts from the Mists of Time)
- Time Check (1985, in: Ronald Chetwynd-Hayes: Ghosts from the Mists of Time)
- The Underground (1985, in: Amy Myers (Hrsg.): After Midnight Stories)

1986:
- Acquiring a Family (1986, in: Ronald Chetwynd-Hayes: Tales from the Shadows)
- The Carrier (1986, in: Ronald Chetwynd-Hayes: Tales from the Shadows)
- Clavering Retreat (1986, in: Ronald Chetwynd-Hayes: Tales from the Shadows)
- Long, Long Ago (1986, in: Ronald Chetwynd-Hayes: Tales from the Shadows)
- The Man on the Frame (1986, in: Ronald Chetwynd-Hayes: Tales from the Shadows)
- Night Sister (1986, in: Ronald Chetwynd-Hayes: Tales from the Shadows)
- The Passing of an Ordinary Man (1986, in: Ronald Chetwynd-Hayes: Tales from the Shadows)
- The Rational Explanation (1986, in: Ronald Chetwynd-Hayes: Tales from the Shadows)
- Run for the Tunnel (1986, in: Ronald Chetwynd-Hayes: Tales from the Shadows)
- Shades of Yesterday (1986, in: Ronald Chetwynd-Hayes: Tales from the Shadows)
- Alice in Bellington Lane (1986, in: Ronald Chetwynd-Hayes: Tales from the Haunted House)
- A Clavering Chronicle (1986, in: Ronald Chetwynd-Hayes: Tales from the Haunted House)
- Eight for Dinner (1986, in: Ronald Chetwynd-Hayes: Tales from the Haunted House)
- Great-Grandad Is in the Attic (1986, in: Ronald Chetwynd-Hayes: Tales from the Haunted House)
- The House on the Hill (1986, in: Ronald Chetwynd-Hayes: Tales from the Haunted House)
- Next Door (1986, in: Ronald Chetwynd-Hayes: Tales from the Haunted House)
- The Phantom Axeman of Carleton Grange (1986, in: Ronald Chetwynd-Hayes: Tales from the Haunted House)

1987:
- Benjamin (1987, in: Ronald Chetwynd-Hayes: Dracula’s Children)
- Cuthbert (1987, in: Ronald Chetwynd-Hayes: Dracula’s Children)
- Irma (1987, in: Ronald Chetwynd-Hayes: Dracula’s Children)
- Marcus (1987, in: Ronald Chetwynd-Hayes: Dracula’s Children)
- Rudolph (1987, in: Ronald Chetwynd-Hayes: Dracula’s Children)
- Zena (1987, in: Ronald Chetwynd-Hayes: Dracula’s Children)
- Caroline (1987, in: Ronald Chetwynd-Hayes: The House of Dracula)
- Gilbert (1987, in: Ronald Chetwynd-Hayes: The House of Dracula)
- Karl (1987, in: Ronald Chetwynd-Hayes: The House of Dracula)
- Louis (1987, in: Ronald Chetwynd-Hayes: The House of Dracula)
- Marikova (1987, in: Ronald Chetwynd-Hayes: The House of Dracula)
- Moving Day (1987, in: Amy Myers (Hrsg.): The Third Book of After Midnight Stories)

1988:
- The Cringing Couple of Clavering (1988, in: Ronald Chetwynd-Hayes: Tales from the Hidden World)
- Home and Beauty (1988, in: Ronald Chetwynd-Hayes: Tales from the Hidden World)
- Life Everlasting (1988, in: Ronald Chetwynd-Hayes: Tales from the Hidden World)
- Those That Serve (1988, in: Ronald Chetwynd-Hayes: Tales from the Hidden World)
- Bricks and Mortar—1969 (1988, in: Ronald Chetwynd-Hayes: The Other Side)
- Labour-Saving Devices—2000 (1988, in: Ronald Chetwynd-Hayes: The Other Side)
- Loft Conversion (1988, in: Ronald Chetwynd-Hayes: The Other Side)
- Woodwork—1850 (1988, in: Ronald Chetwynd-Hayes: The Other Side)
- Fog Ghost (1988, in: Stephen Jones und Jo Fletcher (Hrsg.): Gaslight & Ghosts)
- Regression (1988, in: Amy Myers (Hrsg.): The Fourth Book of After Midnight Stories)

1991:
- Strange People (1991, in: Amy Myers (Hrsg.): The Fifth Book of After Midnight Stories)

1992:
- The Frankenstein Syndrome (1992, in: David Sutton und Stephen Jones (Hrsg.): Dark Voices 4)

1993:
- The Switch-Back (in: Weird Tales, Spring 1993)

1995:
- The Floaters (in: After Hours #25, Winter 1995)
- The Bed-Sitting Room (1995, in: Ronald Chetwynd-Hayes: Shudders and Shivers)
- The Cumberloo (1995, in: Ronald Chetwynd-Hayes: Shudders and Shivers)
- The Intruders (1995, in: Ronald Chetwynd-Hayes: Shudders and Shivers)
- The Man in Black (1995, in: Ronald Chetwynd-Hayes: Shudders and Shivers)
- Night of the Road (1995, in: Ronald Chetwynd-Hayes: Shudders and Shivers)
- Old Acquaintance (1995, in: Ronald Chetwynd-Hayes: Shudders and Shivers)
- Twilight Song (1995, in: Ronald Chetwynd-Hayes: Shudders and Shivers)

1997:
- Head of the Firm (1997, in: Ronald Chetwynd-Hayes: Shocks)
- The Fundamental Elemental (1997, in: Ronald Chetwynd-Hayes: The Vampire Stories of R. Chetwynd-Hayes)

2000:
- Born This Night (2000, in: Ronald Chetwynd-Hayes: Phantoms and Fiends)
- Feet of Clay (2000, in: Ronald Chetwynd-Hayes: Phantoms and Fiends)

2002:
- Bongla (2002, in: Ronald Chetwynd-Hayes: Frights and Fancies)
- Ghoul at Large (2002, in: Ronald Chetwynd-Hayes: Frights and Fancies)
- Great Indestructible (2002, in: Ronald Chetwynd-Hayes: Frights and Fancies)
- High World (2002, in: Ronald Chetwynd-Hayes: Frights and Fancies)
- Package Holiday (2002, in: Ronald Chetwynd-Hayes: Frights and Fancies)
- Walk in Darkness (2002, in: Ronald Chetwynd-Hayes: Frights and Fancies)

Anthologien
- Cornish Tales of Terror (1970)
- Scottish Tales of Terror (1972; als Angus Campbell)
- Welsh Tales of Terror (1973)
- The Fontana Book of Great Ghost Stories #9 bis #20 (1973–1984)
- Tales of Terror from Outer Space (1975)
- Armada Monster Book #1 bis #6 (1975–1981)
- Gaslight Tales of Terror (1976)
- Doomed to the Night: An Anthology of Ghost Stories (1978)
- Great Ghost Stories (1984; mit Stephen Jones)
- The Fourth Book of After Midnight Stories (1988)
- Looking for Something to Suck: The Vampire Stories of R. Chetwynd-Hayes (1998; mit Stephen Jones)
- Phantoms and Fiends (2000)
- Frights and Fancies (2002)
- Tales to Freeze the Blood: More Great Ghost Stories (2006; mit Stephen Jones)
- The World of the Impossible